# La Giettaz
La Giettaz település Franciaországban, Savoie megyében. Lakosainak száma 379 fő (2022. január 1.). La Giettaz Flumet, Saint-Nicolas-la-Chapelle, La Clusaz, Cordon, Manigod, Megève, Praz-sur-Arly és Sallanches községekkel határos.

## Népesség
A település népességének változása:
| Lakosok száma | 423  | 428  | 433  | 403  | 391  | 387  | 383  | 377  | 379  |
|               | 2013 | 2015 | 2016 | 2017 | 2018 | 2019 | 2020 | 2021 | 2022 |